# Хайкоуихтис
Хайкоуихтис (лат. Haikouichthys ercaicunensis) — вид вымерших хордовых из группы бесчелюстных (Agnatha), живших в кембрийском периоде (520—516 млн лет назад). Родовое название означает «рыба из Хайкоу» (Китай) и дано по месту находки фоссилии.

## Описание
Мелкое (2,5 см) водное хордовое. Примитивный хрящевой позвоночник позволял ему плавать совсем иначе, чем это делают членистоногие животные. Маленькое тельце хайкоуихтиса было лишено плавников, но зато у животного были глаза, жабры и головной мозг, что делало его самым продвинутым обитателем кембрийских морей. Вполне возможно, что хайкоуихтис был гермафродитом и откладывал яйца, из которых вылуплялись крошечные личинки. Кожа хайкоуихтиса, как и у современных миног и миксин, была покрыта слизью.
По-видимому, хайкоуихтисы жили крупными стаями из нескольких сотен особей, что помогало им спасаться от хищников. Судя по небольшим размерам и своеобразной форме тела, плавали хайкоуихтисы плохо. В основном они держались у морского дна, где собирали мелкие частицы пищи. На некоторых хорошо сохранившихся окаменелостях хайкоуихтиса сохранились даже отпечатки внутренних органов и желёз, вырабатывавших кожную слизь.

## История исследования

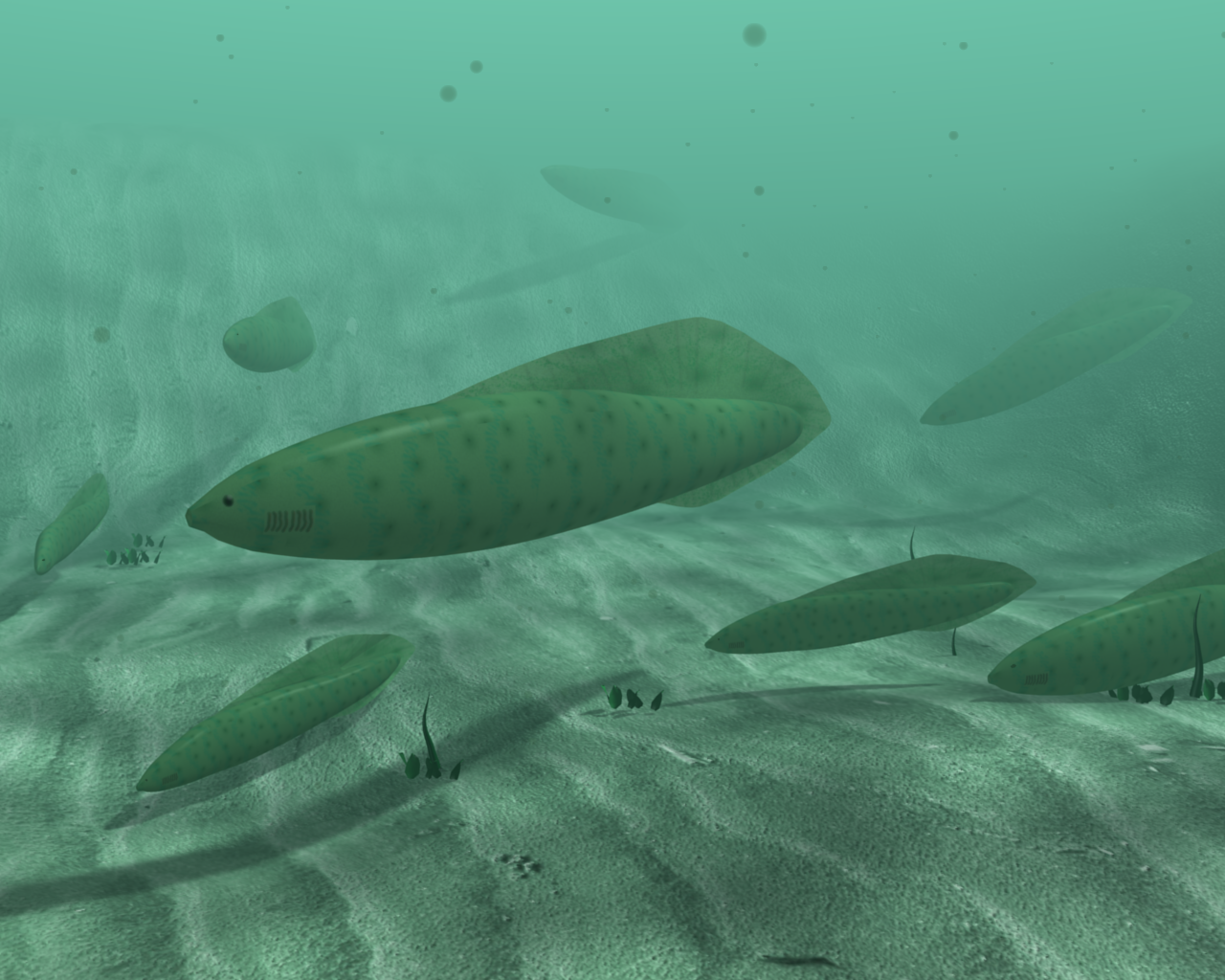
Реконструкция хайкоуихтиса

Ископаемые остатки хайкоуихтиса впервые были обнаружены в 1999 году в окрестностях города Хайкоу. С тех пор учёные нашли ещё несколько десятков прекрасно сохранившихся окаменелостей этого животного, позволяющих детально изучить строение даже его глаз и внутренних органов.
Хайкоуихтис — один из нескольких видов бесчелюстных животных, ископаемые остатки которых дошли до нас из раннего кембрия. Некоторые другие виды: пикайя — подобная ланцетникам, хайкоуэлла — хордовое, обладающее хрящевым черепом, а также Myllokunmingia. Эти животные являются древнейшими представителями хордовых и черепных. Точное происхождение бесчелюстных неизвестно, но, как показывают последние исследования ДНК, их предки, по-видимому, отделились от остальных хордовых ещё в докембрии (примерно 600 млн лет назад).